# Cima
En botànica una cima és una inflorescència senzilla definida (o simpòdica), en la qual l'eix principal s'acaba amb una flor. Aquesta flor, que és la flor central de la inflorescència, floreix en primer lloc i para el creixement de l'eix de tal manera que els eixos secundaris també acaben amb una flor. Contràriament al cas de les inflorescències indefinides, l'antesis és centrífuga.
Segons el tipus de ramificació, es distingeixen tres tipus de cimes:
- Cima unípara o monocasi
- Cima bípara o dicasi
- Cima multípara o pleocasi

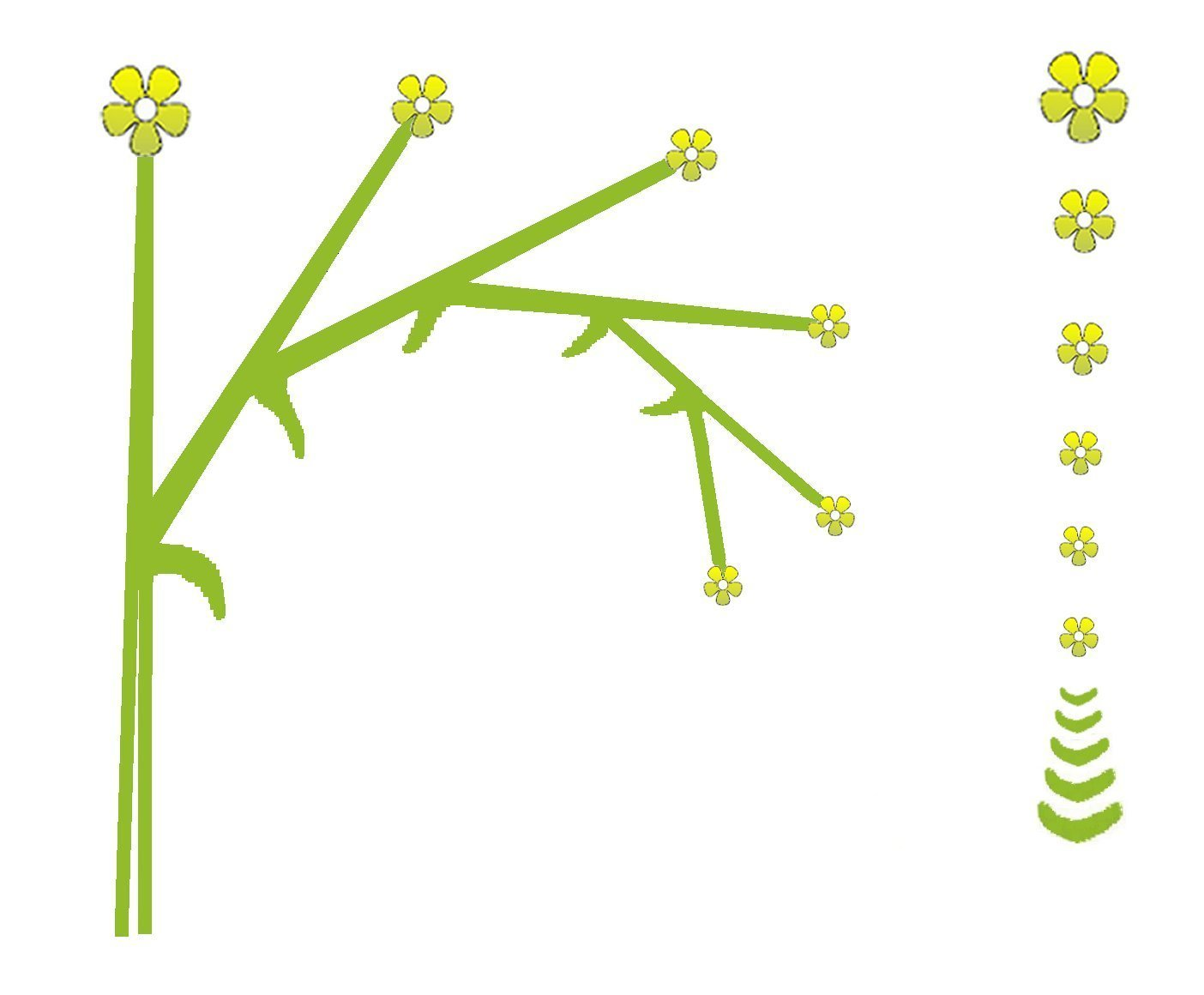
Cima unípara
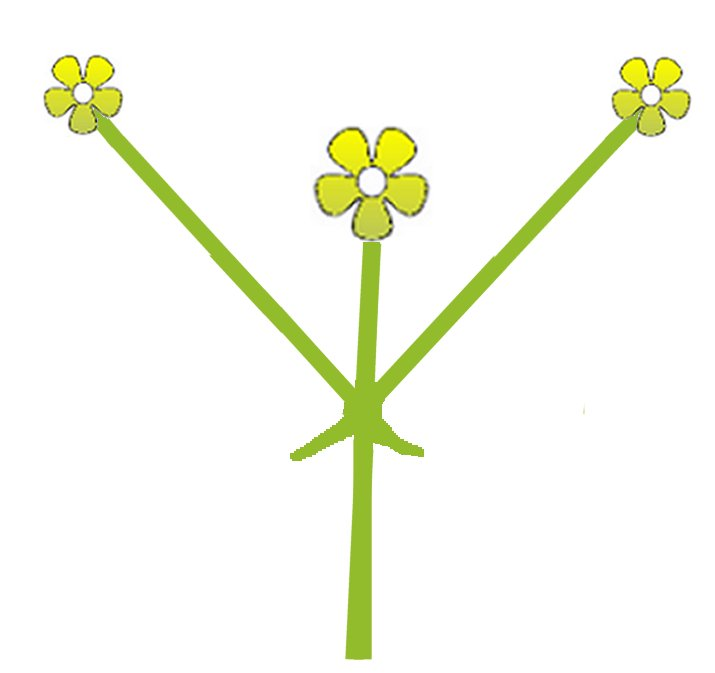
Cima bípara
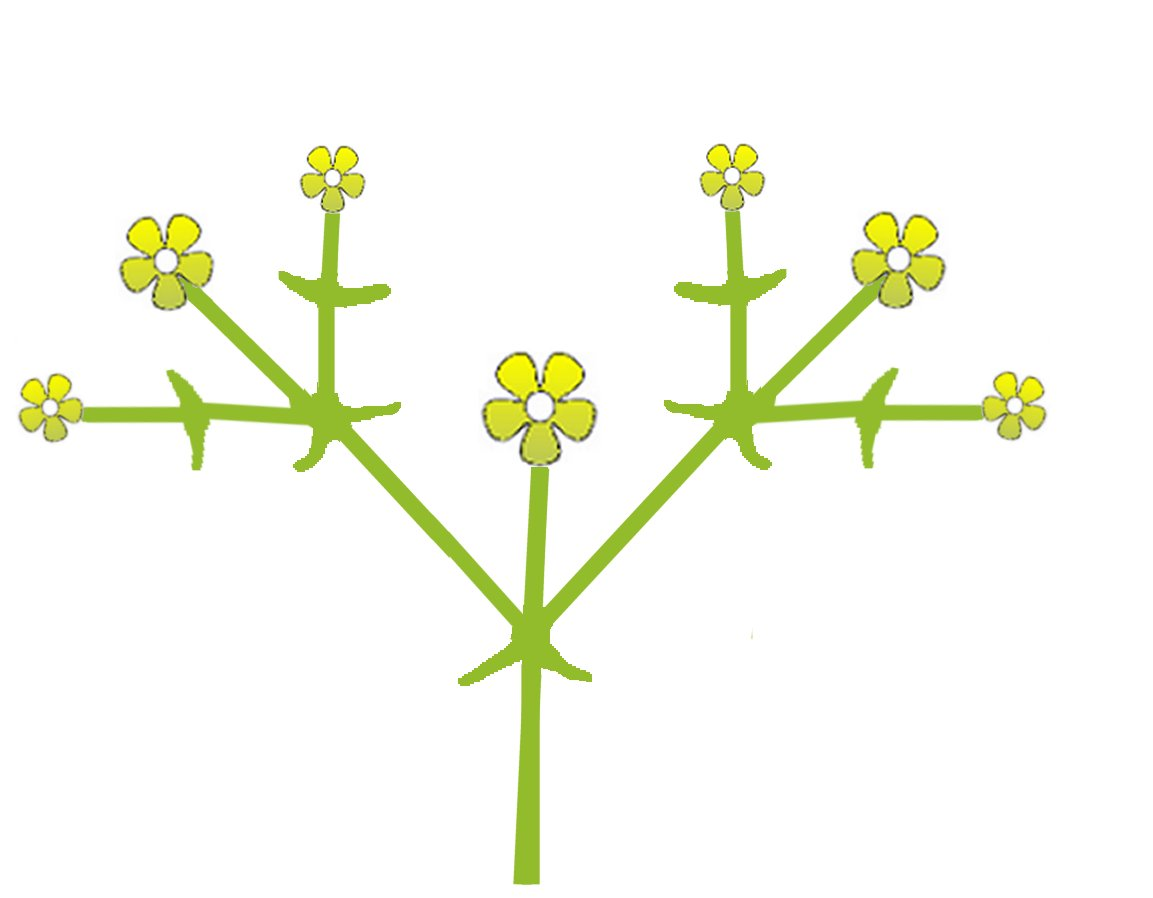
Cima multípara

A més tenim: 

## Cima escorpioide
La inflorescència es corba de manera semblant a la cua d'un escorpí, el fet que les branques successives vagin totes cap a un costat de l'eix, fa que totes les bràctees florals es trobin dins de la corba i les flors siguin exteriors. Les cimes escorpioides es troben en moltes boraginàcies, com per exemple en el gènere Myosotis.

## Cima helicoide
Les ramificacions es produeixen alternativament en un costat i l'altre de l'eix donant a la inflorescència una forma helicoidal, però sovint les línies són rectes i estan en línia amb l'eix original, simulant entre totes un raïm. Les flors es disposen en sentit contrari d'una bràctea (que en realitat és el de la flor superior). Aquesta inflorescència és típica de la família de les solanàcies.

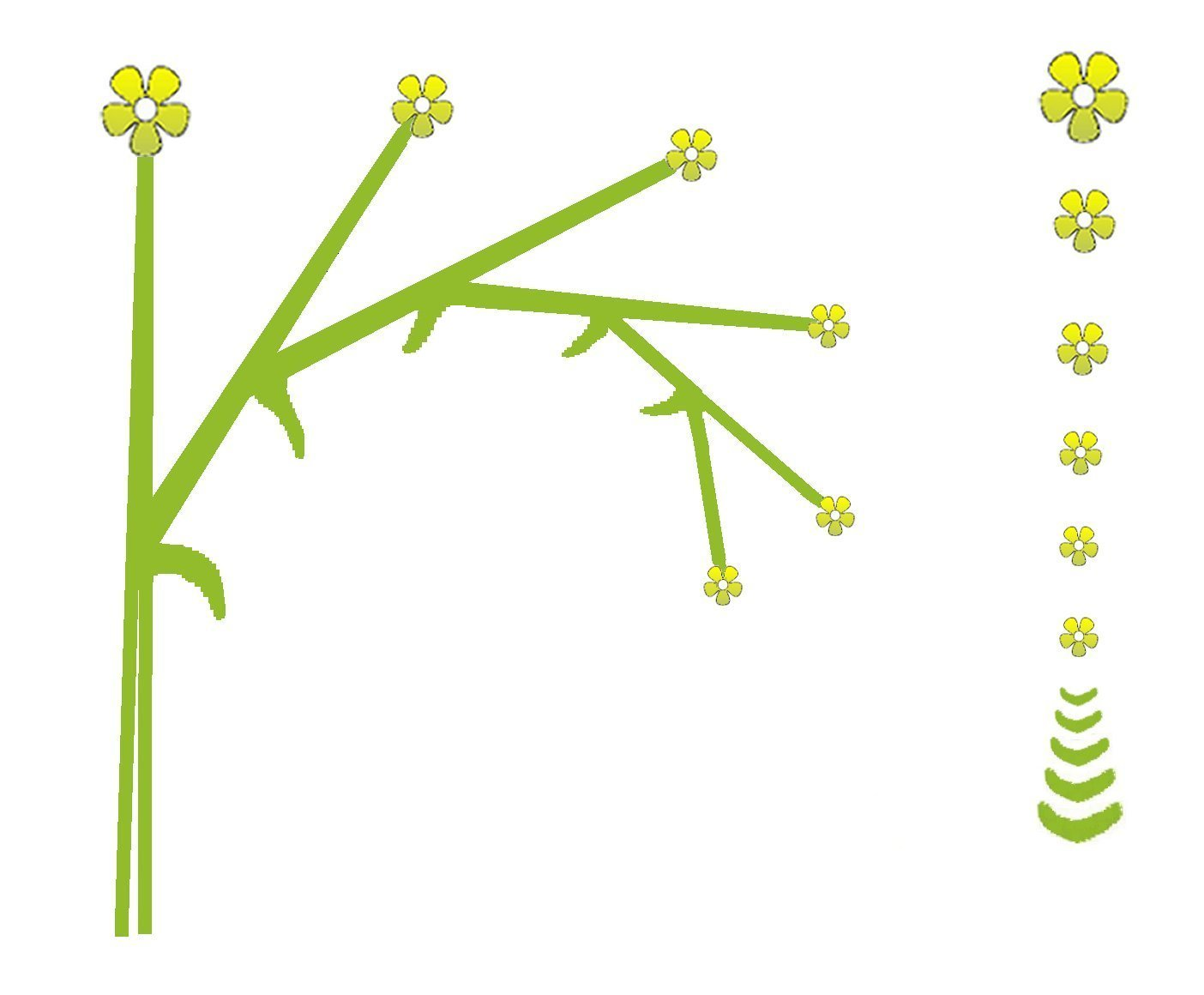
Cima escorpioide
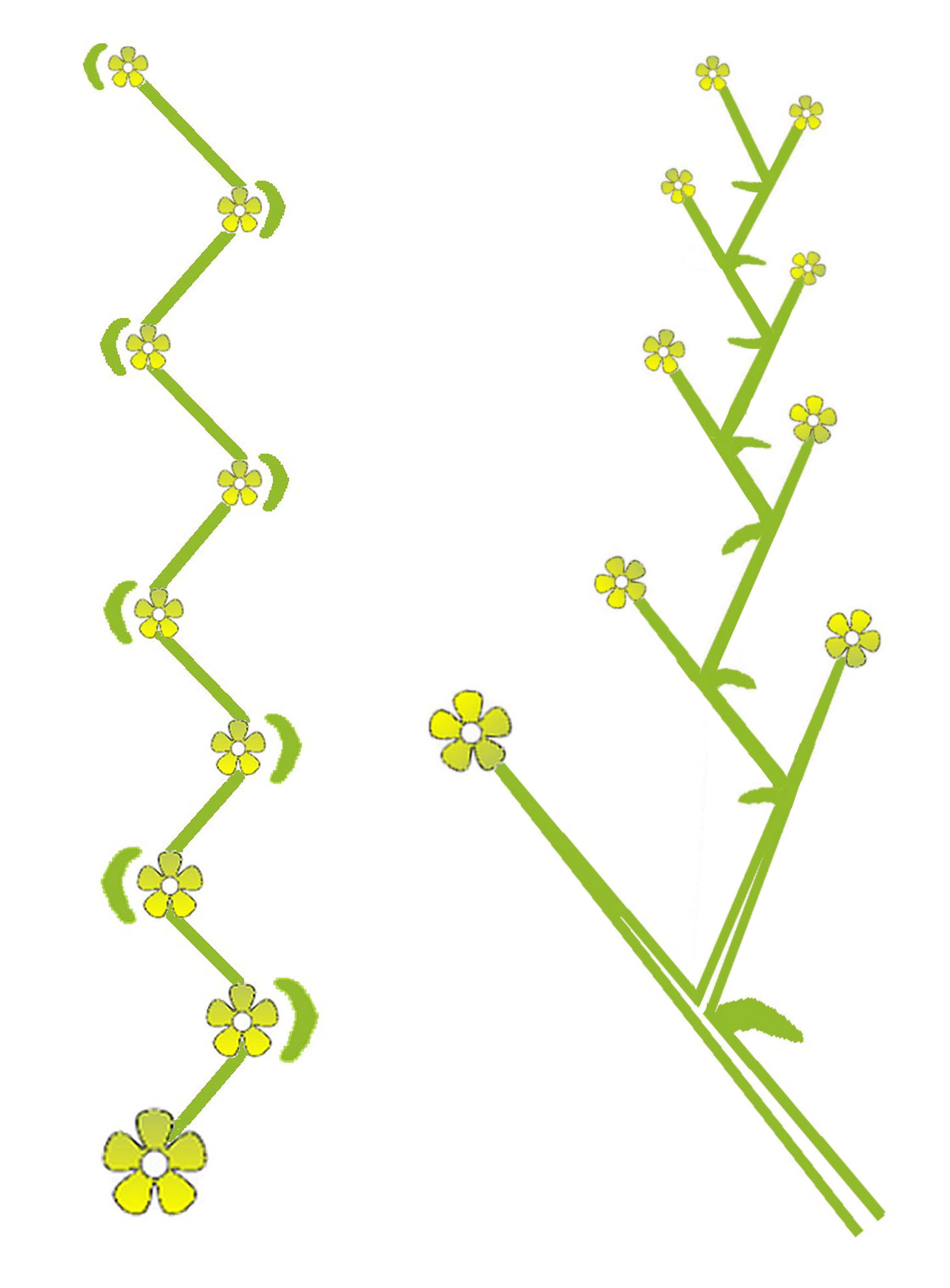
Cima helicoide